# Elena Dhont
Elena Dhont (Zaffelare, 27 marzo 1998) è una calciatrice belga, attaccante del Sassuolo e della nazionale belga.

## Biografia
Nata e cresciuta con la famiglia a Zaffelare, piccolo centro abitato del comune di Lochristi, nella provincia delle Fiandre Orientali, nel giugno 2020 viene insignita dalla Federcalcio belga dell'incarico di ambasciatrice per il calcio femminile..

## Carriera

### Club
Unitasi al Gent, club con sede a Gand (Gent), capoluogo delle Fiandre Orientali, nel 2013, nelle sue prime due stagioni Dhont ha disputato la BeNe League, il campionato congiunto gestito dalle federazioni olandese e belghe, fa il suo debutto in campionato 2013-2014 il 28 marzo 2014, alla 23ª giornata, rilevando Elke Van de Sompel al 57' nella sconfitta casalinga per 3-1 con l'Anderlecht. Sotto la guida tecnica di Jurgen Vernaillen acquisisce sempre più fiducia, e alle 8 presenze della prima stagione se ne aggiungono altre 16 del successivo campionato, con Frederik Claeys che sostituisce Vernaillen sulla panchina della squadra dal gennaio 2015. In queste due stagioni le prestazioni della squadra migliorano costantemente arrivando a concludere la seconda, che è anche l'ultima in BeNe League prima della sua soppressione, al nono posto, sopravanzando le connazionali Club YLA e OH Lovanio.
Finita la collaborazione delle due federazioni, il Gent si iscrive alla neofondata Super League, da allora denominazione del massimo livello del campionato belga di categoria. Rimasta legata alla società, Dhont condivide con le compagne un buon risultato nel campionato 2015-2016, chiuso al quarto posto, che le permette di accedere alla seconda fase per determinare il titolo di campione del Belgio, minitorneo a quattro squadre che la vede chiudere al quarto e ultimo posto. Già la stagione successiva, dove le prestazioni in campionato si concretizzano in un aumento di competitività arrivando al terzo posto a soli 4 punti dalla vincitrice Standard Liegi, arriva il suo primo trofeo in carriera, la Coppa del Belgio, conquistata nella finale dell'edizione 2016-2017 vinta per 3-1 sull'Anderlecht davanti al pubblico dell'Argosstadion Achter de Kazerne di Malines. Successivamente Dhont e compagne ottengono un ottimo secondo posto nel campionato 2017-2018, giungendo nuovamente in finale di Coppa ma perdendo l'incontro 2-0 con lo Standard Liegi. Nella stagione 2018-2019 Dhont conquista la sua seconda Coppa del Belgio, ribaltando il risultato, 2-0 a favore, della finale precedente con il club di Liegi, mentre bissa l'ottima prestazione, il secondo posto dietro all'Anderlecht, in campionato. In quella che sarà l'ultima stagione con il club di Gand, Dhont fa parte della squadra che conclude ancora al buon terzo posto in campionato; alla fine della stagione si chiude un ciclo con ben sei giocatrici che lasciano il club.
Nell'estate 2020 Dhont decide di affrontare la sua prima avventura professionale all'estero, firmando un contratto con il Twente A disposizione del tecnico Tommy Stroot, fa il suo debutto in Eredivisie con la nuova maglia il 6 settembre 2020, alla 1ª giornata di campionato, nell'incontro perso 3-1 in trasferta con l'Ajax. Nel novembre 2020 è vittima di un grave infortunio, rompendosi la rotula durante una partita con il PSV, costringendola a disertare i campi da gioco per il lungo periodo di riabilitazione. A guarigione avvenuta, nel marzo 2022 ritorna a giocare nella squadra Under-23 del Twente, e il mese successivo ha fatto la sua prima apparizione per la prima squadra dal 2020. Con l'arrivo sulla panchina del Twente del nuovo tecnico Joran Pot Dhont fatica ancora a trovare spazio tornando a giocare regolarmente dal marzo 2024, contribuendo con le sue 2 reti su 6 incontri giocati in campionato a fa conquistare alla sua squadra il nono titolo di campione dei Paesi Bassi ed il suo terzo personale.
Il 9 luglio 2024 viene annunciato il suo trasferimento al Sassuolo, in Serie A: nell'occasione, diventa la terza nazionale belga, dopo Davina Philtjens e Kassandra Missipo, a vestire la maglia del club italiano.

### Nazionale
Dhont inizia a essere convocata dalla Federcalcio belga fin dal 2013, inizialmente nella formazione under 17, disputando le qualificazioni all'Europeo di Inghilterra 2014 senza che la sua nazionale ottenesse l'accesso alla fase finale. Rimasta in quota anche per la successiva fase di qualificazione all'Europeo di Islanda 2015, viene impiegata in tutti i sei incontri giocati dal Belgio, mancando anche in questa occasione l'accesso alla fase finale.
Nel 2016 arriva la prima convocazione in under 19, debuttando il 7 aprile nella vittoria per 1-0 con l'Inghilterra, secondo dei tre incontri della seconda fase di qualificazione all'Europeo di Slovacchia 2016, squadra che poi non riesce ad accedere alla fase finale. Con questa disputa inoltre le successive qualificazioni all'Europeo di Irlanda del Nord 2017, marcando tutte le sei presenze nelle due fasi eliminatorie e fallendo ancora una volta l'accesso alla fase finale.
Di un anno più tardi è la chiamata nella nazionale maggiore, testata dal commissario tecnico Ives Serneels nell'amichevole e già a rete nella sua seconda presenza con le Red Flames fissando il risultato nella vittoria per 1-0 sull'Irlanda del gennaio 2019. Confermata nella rosa delle giocatrici in partenza per la Cyprus Cup 2019 come sostituta dell'indisponibile Tine De Caigny, debuttandovi il 27 febbraio, scendendo in campo come titolare nel primo incontro della fase a gironi vinto 3-0 sulla Slovacchia, giocando tutti i restanti tre incontri del torneo, dove è determinante nella vittoria per 1-0 con la Nigeria siglando al 7' la rete che fissa il risultato, ottenendo poi il terzo posto assoluto superando ai rigori l'Austria dopo che sia i tempi regolamentari che quelli supplementari si erano conclusi a reti inviolate. In seguito Serneels le conferma la fiducia, convocandola più volte negli anni successivi in occasioni di varie amichevoli, dell'edizione 2020 dell'Algarve Cup, dove la sua nazionale perde con il pesante passivo di 4-0 la finale per il 5º posto con la Danimarca, e nel corso delle qualificazioni all'Europeo di Inghilterra 2022, marcando la sua seconda rete senior nella vittoria per 6-1 sulla Romania e condividendo con le compagne il percorso che vede conquistare dal Belgio l'accesso al suo secondo torneo UEFA dopo quello del 2017. Le sue prestazioni convincono il Serneels a inserirla nella rosa delle 23 calciatrici in partenza per l'Inghilterra, annunciata il 20 giugno 2022.

## Statistiche

### Presenze e reti nei club
Statistiche (parziali) aggiornate all'11 maggio 2025.
| Stagione        | Squadra         | Campionato      | Campionato | Campionato | Coppe nazionali | Coppe nazionali | Coppe nazionali | Coppe continentali | Coppe continentali | Coppe continentali | Altre coppe | Altre coppe | Altre coppe | Totale | Totale |
| Stagione        | Squadra         | Comp            | Pres       | Reti       | Comp            | Pres            | Reti            | Comp               | Pres               | Reti               | Comp        | Pres        | Reti        | Pres   | Reti   |
| --------------- | --------------- | --------------- | ---------- | ---------- | --------------- | --------------- | --------------- | ------------------ | ------------------ | ------------------ | ----------- | ----------- | ----------- | ------ | ------ |
| 2020-2021       | Twente          | E               | 6          | 3          | CPB             | -               | -               | -                  | -                  | -                  | EC          | 1           | 0           | 7      | 3      |
| 2021-2022       | Twente          | E               | 6          | 1          | CPB             | -               | -               | UWCL               | -                  | -                  | EC          | 3           | 0           | 9      | 1      |
| 2022-2023       | Twente          | E               | 20         | 8          | CPB             | 4               | 1               | UWCL               | 2                  | 0                  | EC+SPB      | 2+1         | 1+0         | 29     | 10     |
| 2023-2024       | Twente          | E               | 6          | 2          | CPB             | 1               | 0               | UWCL               | -                  | -                  | EC+SPB      | 2+ -        | 0+ -        | 9      | 2      |
| Totale Twente   | Totale Twente   | Totale Twente   | 38         | 14         | -               | 5               | 1               | -                  | 2                  | 0                  | -           | 8+1         | 1+0         | 54     | 16     |
| 2024-2025       | Sassuolo        | A               | 20         | 3          | CI              | 4               | 0               | -                  | -                  | -                  | -           | -           | -           | 24     | 3      |
| 2025-2026       | Sassuolo        | A               | -          | -          | CI              | -               | -               | -                  | -                  | -                  | AWC         | -           | -           | -      | -      |
| Totale Sassuolo | Totale Sassuolo | Totale Sassuolo | 20         | 3          | -               | 4               | 0               | -                  | -                  | -                  | -           | -           | -           | 24     | 3      |
| Totale carriera | Totale carriera | Totale carriera | 58         | 17         | -               | 9               | 1               | -                  | 2                  | 0                  | -           | 8+1         | 1+0         | 78     | 19     |

## Palmarès

### Club
- Campionato olandese: 1

Twente: 2020-2021, 2021-2022, 2023-2024
- Coppa del Belgio: 2

Gent: 2016-2017, 2018-2019
- Eredivisie Cup femminile: 1

Twente: 2021-2022
- Coppa dei Paesi Bassi: 1

Twente: 2022-2023